# GhostBSD
GhostBSD — unix-подобная операционная система на базе FreeBSD, одна из редких (наряду с TrueOS) FreeBSD-систем, особо ориентированная на применение на рабочих станциях. Включает преднастроенные пользовательские графические окружения на базе GTK: Gnome, MATE, LXDE, Xfce и Openbox.
Поставка GhostBSD поддерживает как работу в роли LiveCD (LiveUSB), без установки на встроенный накопитель, так и установку, с использованием собственного инсталлятора ginstall, написанного на языке Python. Доступны версии для архитектур x86 (i386) и x86_64 (AMD64).
Автор проекта — Эрик Тюржон (Eric Turgeon), проект существует с 2010 года и финансируется на пожертвования.
В мае 2018, разработчики GhostBSD объявили, что операционная система будет основываться на TrueOS.
Начиная с версии 19.09, выпущенной 16 сентября 2019 года, операционная система GhostBSD базируется на FreeBSD

## История версий
| Версия GhostBSD | Дата релиза      | Версия FreeBSD | Рабочее окружение       | Изменения |
| --------------- | ---------------- | -------------- | ----------------------- | --- |
| 1.0             | Март 2010        | 8.0            | GNOME 2.28              | Первый доступный выпуск |
| 1.5             | 29 июля 2010     | 8.1            | GNOME 2.30              | Добавлена поддержка Compiz |
| 2.0             | 13 Марта 2011    | 8.2            | GNOME 2.32              | Улучшения в GDM, автомонтирование USB                                                                                                |
| 2.5             | 24 Января 2012   | 9.0            | GNOME 2.32              | Преднастроены GNOME и LXDE |
| 3.0             | 10 Марта 2013    | 9.1            | GNOME 2.32              | Последний выпуск для развертывания среды рабочего стола GNOME                                                                        |
| 3.1             | 28 Июня 2013     | 9.1            | GNOME 2.32              | Точечный выпуск, содержащий исправления различных ошибок                                                                             |
| 3.5             | 7 Ноября 2013    | 9.2            | - MATE 1.6 - Xfce 4.10  | LibreOffice заменен на Apache OpenOffice 4.                                                                                          |
| 4.0             | 4 Октября 2014   | 10.0           | MATE 1.6                | Обновление различных функций |
| 10.1            | 13 Сентября 2015 | 10.1           | - MATE 1.10 - Xfce      | Добавление программного обеспечения                                                                                                  |
| 10.3            | 31 Августа 2016  | 10.3           | - MATE - Xfce           | Поддержка ZFS, Поддержка UEFI, ...                                                                                                   |
| 11.1            | 16 Ноября 2017   | 11.1           | - MATE 1.18 - Xfce 4.12 | Используются репозитории программного обеспечения GhostBSD, отказ от поддержки i386, WhiskerMenu в качестве меню по умолчанию в Xfce |

Начиная с GhostBSD 18.10, проект переместил свою базу с FreeBSD на TrueOS. Ниже приведены выпуски GhostBSD на основе TrueOS. 
| Версия GhostBSD | Дата релиза      | Рабочее окружение | Изменения |
| --------------- | ---------------- | ----------------- | --- |
| 18.10           | 1 Ноября 2018    | MATE 1.20         | - Первый выпуск, базирующийся на TrueOS |
| 19.04           | 13 Апреля 2019   | MATE 1.22 и XFCE  | - Slim заменен на Lightdm - Система обновлена до FreeBSD 13.0-CURRENT r324678 + de2c6abb2b7 (ghostbsd-master) GENERIC - В установщик добавлена поддержка ZFS с MBR - Удалена настройка TrueOS по умолчанию для ZFS, что улучшило установку UFS - Исправлена настройка mate-terminal по умолчанию - Добавлено отключение звука при загрузке GhostBSD - Добавлены уточняющие настройки в установщик - Убран gksu - Исправлена ошибка UnicodeDecodeError: проблема ascii в Software Station |
| 19.09           | 16 Сентября 2019 | MATE и Xfce       | - Переход от TrueOS на FreeBSD - OpenRC обновлен до версии 0.41.2 - GhostBSD теперь использует базу пакетов TrueOS из портов - Улучшено использование CPU NetworkMgr - Удалено много ненужного ПО - Exaile был заменен на Rhythmbox - Gnome MPV был заменен на VLC - XFburn был заменен на Brasero - Vim был заменен на Tiny Vim - Диспетчер отображения переключен на Slick Greeter для интерфейса LightDM - Vimix получил обновление и улучшен для MATE, XFCE - Amdgpu и radeonkms были добавлены в параметры xconfig |
| 19.10           | 26 Октября 2019  | MATE и Xfce       | - Установка UEFI MultiBoot для поддерживаемого оборудования. - Изменена настройка загрузки ISO - Удалены сервисы NetMount |
| 20.01           | 22 Января 2020   | MATE и Xfce       | - Обновление системы на FreeBSD 12.1-STABLE - MATE обновлен до версии 1.22.2 - Исправлены ошибки установщика с GPT и UEFI |
| 20.03           | 31 Марта 2020    | MATE и Xfce       | - Конфигурация pkg по умолчанию теперь указывает на репозиторий пакетов GhostBSD, а не на FreeBSD - Исправлена ошибка, из-за которой Update Station выполняла только одно обновление pkg |
| 20.04           | 10 Августа 2020  | MATE и Xfce       | - Исправлена опция принудительной установки 4k ZFS при установке ZFS на полный диск - Добавлено 4k по умолчанию при создании раздела ZFS с помощью редактора разделов установщика - Исправлена очистка пула при удалении раздела ZFS с помощью редактора разделов установщика - Заменены gnome-mount и hald на FreeBSD devd и Vermaden automount - Исправлен странный цикл диспетчера обновлений - Исправлена дублирующаяся конфигурация репозитория программного обеспечения - Обновлен слайд установщика - Улучшено автоматическое создание раздела - Добавлена опция загрузчика для отключения syscons для графических процессоров AMD / Radeon - Добавлена опция загрузчика для отключения беззвучного режима при загрузке - Изменен NetworkMgr для установки SYNCDHCP по умолчанию - Индикатор выполнения Software Station стал более преобладающим - Изменена конфигурация для настройки X и загрузки прямо на рабочий стол при установке - В установщик добавлена возможность устанавливать hw.syscons.disable = 1, если при загрузке livecd выбрано отключение syscons - Исправлена служба ntpd |
| 21.01.20        | 23 Января 2021   | MATE и Xfce       | - Обновления ядра, пользовательской среды и приложений |

Версии, основанные на FreeBSD
| Версия GhostBSD | Дата релиза      | Рабочее окружение | Изменения |
| --------------- | ---------------- | ----------------- | --- |
| 21.04.27        | 29 Апреля 2021   | MATE и Xfce       | - GhostBSD базируется на FreeBSD 13.0-STABLE - Devmatch и Devd теперь полностью функциональны - Поддержка сенсорного экрана - Конфигурация сети выполняется с помощью devd - Сетевая служба поддерживает запуск уникальных устройств - OpenZFS 2.0 - Добавлены новые сервисы ZFS - Обновлены старые службы ZFS - Доработан установщик для OPenZFS 2.0 - Новая тема иконок - Улучшения сервисов OpenRC |
| 21.05.01        | 1 Мая 2021       | MATE и Xfce       | - Исправлены ошибки при использовании редактора разделов во время установки GhostBSD |
| 21.05.11        | 13 мая 2021      | MATE и Xfce       | - Исправления неправильного запуска dhcpcd - Исправление случайных сбоев Software Station - Исправление для правильного запуска VirtualBox в live-режиме - Обновления программного обеспечения |
| 21.09.06        | 7 сентября 2021  | MATE и Xfce       | - Переход с OpenRC на FreeBSD rc.d - Различные исправления и улучшения |
| 21.09.08        | 9 Сентября 2021  | MATE и Xfce       | - Исправление для lightdm после установки - Исправление автоматического монтирования при загрузке ISO - Исправления разрешений группы .xinitrc |
| 21.09.29        | 30 Сентября 2021 | MATE и Xfce       | - xconfig: Улучшено определение драйвера NVIDIA - multimedia/vlc: улучшена поддержка SMB - Исправлен нестандартный размер раздела freebsd-boot |
| 21.10.16        | 16 Октября 2021  | MATE и Xfce       | - MATE 1.26.0 - Исправления загрузки VirtualBox - Исправления уязвимостей: 1. webkit2-gtk3-2.30.5_2 - обновлен до версии webkit2-gtk3-2.34.0 2. curl-7.78.0 - обновлен до версии curl-7.79.1 |
| 21.11.24        | 26 ноября 2021   | MATE и Xfce       | - Добавлена утилита ghostbsd-version для отображения версии GhostBSD, базовой версии FreeBSD, использованного ядра FreeBSD и системного окружения. - Добавлен пакет repos с информацией о текущей версии репозитория. - Данные о номере версий, добавлены в файл /etc/version, обновляемый инструментарием ghostbsd-build. - В диспетчере обновлений, добавлена функция для обновления /etc/version. - В диалоге, показываемом после завершения установки обновлений, кнопка перезапуска теперь отображается первой справа.                                                                                                 |
| 22.01.12        | 16 января 2022   | MATE и Xfce       | - Удалены компоненты OpenRC - Удалён пакет dhcpcd, заменен на DHCP-клиент - Удалён p7zip - VLC пересобран с поддержкой UPNP - Задействован пакет initgfx, для автоматической настройки AMD Radeon HD 7000 и более старых GPU - Обеспечено извлечение данных о проблемах с безопасностью из базы FreeBSD VuXML |
| 22.06.15        | 18 июня 2022     | MATE и Xfce       | - Базовая система обновлена до ветки FreeBSD 13.1-STABLE - В утилите для установки обновлений Update Station, обеспечена переустановка пакета, в случае, если попытка обновления завершилась ошибкой. - В Версии ядра GENERIC, включена настройка BWN_GPL_PHY для сборки драйверов, содержащих код под лицензией GPLv2. - Обеспечено определение большинства устройств на базе чипов Broadcom, включая iMac. - Автоматизирована установка корректного драйвера NVIDIA при загрузке в Live-режиме. |
| 22.06.18        | 20 июня 2022     | MATE и Xfce       | - Исправлена ошибка установки GhostBSD с сообщением "Устройство занято" - Исправлена ошибка установки GhostBSD на устройства Dell (Legacy и UEFI) |
| 23.06.01        | 5 июня 2023      | MATE и Xfce       | - Исправления ошибок, исправления безопасности и улучшения функций. (журнал изменений) |
| 23.10.1         | 28 октября 2023  | MATE и Xfce       | - Ядро FreeBSD и базовая система обновлены до версии 1302508 - Расширены возможности конфигуратора NetworkMgr, в который добавлена поддержка ручной установки статического IP-адреса и параметров DNS-сервера. - В менеджер приложений Software Station добавлено окно с описаниями пакетов. - В базовый состав включены пакеты graphics/qgis-ltr и graphics/qgis со свободной геоинформационной системой QGIS. - Из базовой поставки удалён пакет os-generic-userland-devtools, что позволило на 200 МБ сократить размер live-образа. - В менеджере обновлений реализован индикатор прогресса проверки наличия обновлений. |
| 24.01.1         | 13 февраля 2024  | MATE и Xfce       | - Осуществлена синхронизация с веткой FreeBSD 14-STABLE - В инсталляторе создаваемый пользователь получает права администратора, пароль пользователя выставляется для root. - В приложение Update Station добавлена возможность обновления системы до следующей ветки. (журнал изменений ) |
| 24.04.1         | 20 мая 2024      | MATE и Xfce       | - Осуществлена синхронизация с веткой FreeBSD 14-STABLE - Рабочий стол MATE обновлён до выпуска 1.28.1 - Добавлена поддержка шины I2C и включена по умолчанию загрузка модуля ig4 - В состав включено приложение Signal Desktop - Исправление перевода в сообщении об обновлениях на русском языке (журнал изменений ) |